# 磯俣克平
磯俣　克平（いそまた　かっぺい、1959年3月9日-）は、日本の実業家、公認会計士、米国公認会計士。元デロイトトーマツ合同会社・有限責任監査法人トーマツボート副議長。めぶくグラウンド代表取締役会長。西南学院小学校初代後援会会長。

## 経歴
中学から大学までの10年間を西南学院で過ごし、高校時代は山岳部に所属。1981年に西南学院大学商学部商学科卒業後、等松青木監査法人（現有限責任監査法人トーマツ）福岡事務所に入所。1991年からDeloitte & Touche ヒューストン事務所に駐在。1995年にヒューストンへの長年の貢献からヒューストン名誉市民の称号を得る。
帰国後、2000年に監査法人トーマツの資源・エネルギーグループリーダーに就任。2006年には、Deloitte Touche Tohmatsu Energy & Resources Group Asia Pacific Leaderとしてアジア太平洋地域を統括。2010年にトーマツベンチャーサポート株式会社代表取締役に就任、2013年デロイトトーマツ執行役員として西日本統括。2015年にトーマツベンチャーサポート株式会社代表取締役退任後、2017年トーマツ包括代表補佐。翌年の2018年に、デロイトトーマツ合同会社・有限責任監査法人トーマツのナンバー2であるボート副議長に就任。退職後、2024年8月にめぶくグラウンド株式会社代表取締役会長に就任し、現在に至る。

## 人物
学生時代は、ビジネスの世界とは無縁で、公認会計士になることで地元の福岡に残りたいと地元志向であった。しかし、等松青木監査法人に入社後、等松の事業拡大により自身も海外志向になっていったという。結果的に豊富な海外経験と40年近く世界最大級のコンサルティンググループのデロイトトーマツ合同会社・有限責任監査法人トーマツでの経営経験を持つ実業家となった。また、中学時代からキリスト教教育を通して、道徳心も重要視すると話しており、高い倫理観を持つ。休日は、趣味のゴルフを楽しんでいるという。

## 関連事項
- 有限責任監査法人トーマツ
- 西南学院大学
- めぶくグラウンド